# Senlis Communal Cemetery Extension
Le Senlis Communal Cemetery Extension  est un cimetière militaire de la Première Guerre mondiale, situé sur le territoire de la commune de Senlis-le-Sec, dans le département de la Somme, au nord-est d'Amiens.

## Localisation
Ce cimetière, situé au nord-ouest du village, Rue de La Chapelle, à côté du cimetière communal.

## Histoire

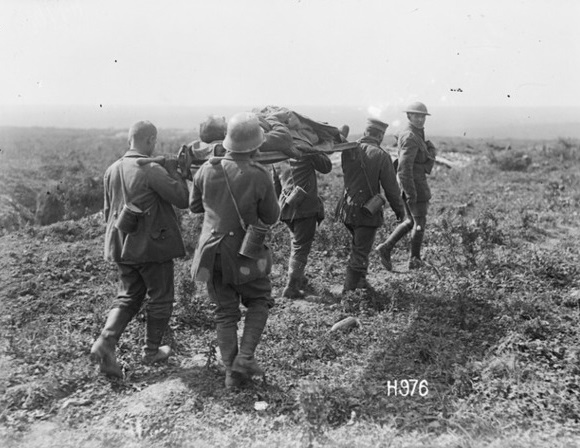
Prisonniers allemands transportant une blessé néo-zélandais près de Bapaume le 27 août 1918.

En mars 1918, l'armée allemande lance une vaste offensive connue sous le nom de l'Offensive du printemps dans le but de conquérir Amiens. Cette offensive est stoppée par les troupes du  Commonwealth après la chute d'Albert à 5 km de Senlis. Ce cimetière communal fut commencé en avril 1918, après la chute d'Albert et fut utilisé jusqu'au mois d'août suivant. Il fut agrandi après l'Armistice lorsque des tombes furent rapportées des champs de bataille de la Somme et du cimetière communal où avaient été enterrés 23 soldats du Commonwealth morts entre le 5 et le 9 avril 1918.

L'extension du cimetière communal de Senlis comporte désormais 104 sépultures de la Première Guerre mondiale.

## Caractéristiques
Ce cimetière, d'un plan rectangulaire de 30 m sur 12, est accessible par un large sentier gazonné d'une trentaine de mètres bordé par un muret de silex.

Il est entièrement clos par un muret de silex.

L'extension a été conçue par William Harrison Cowlishaw.

### Sépultures
| Pays           | Sépultures |
| -------------- | ---------- |
| Royaume-Uni    | 80         |
| Australie      | 23         |
| Afrique du Sud | 1          |
| Total          | 104        |

## Galerie

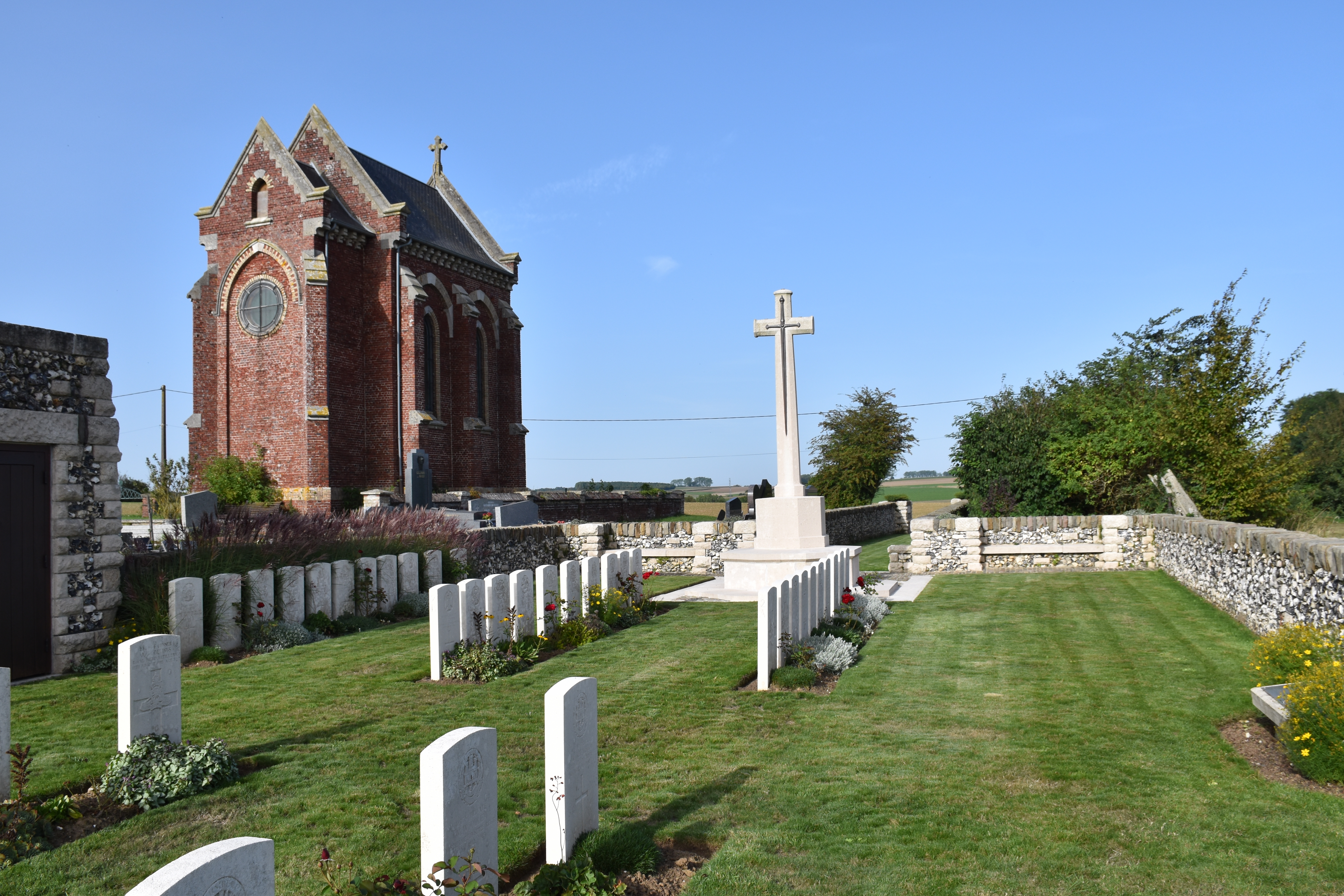
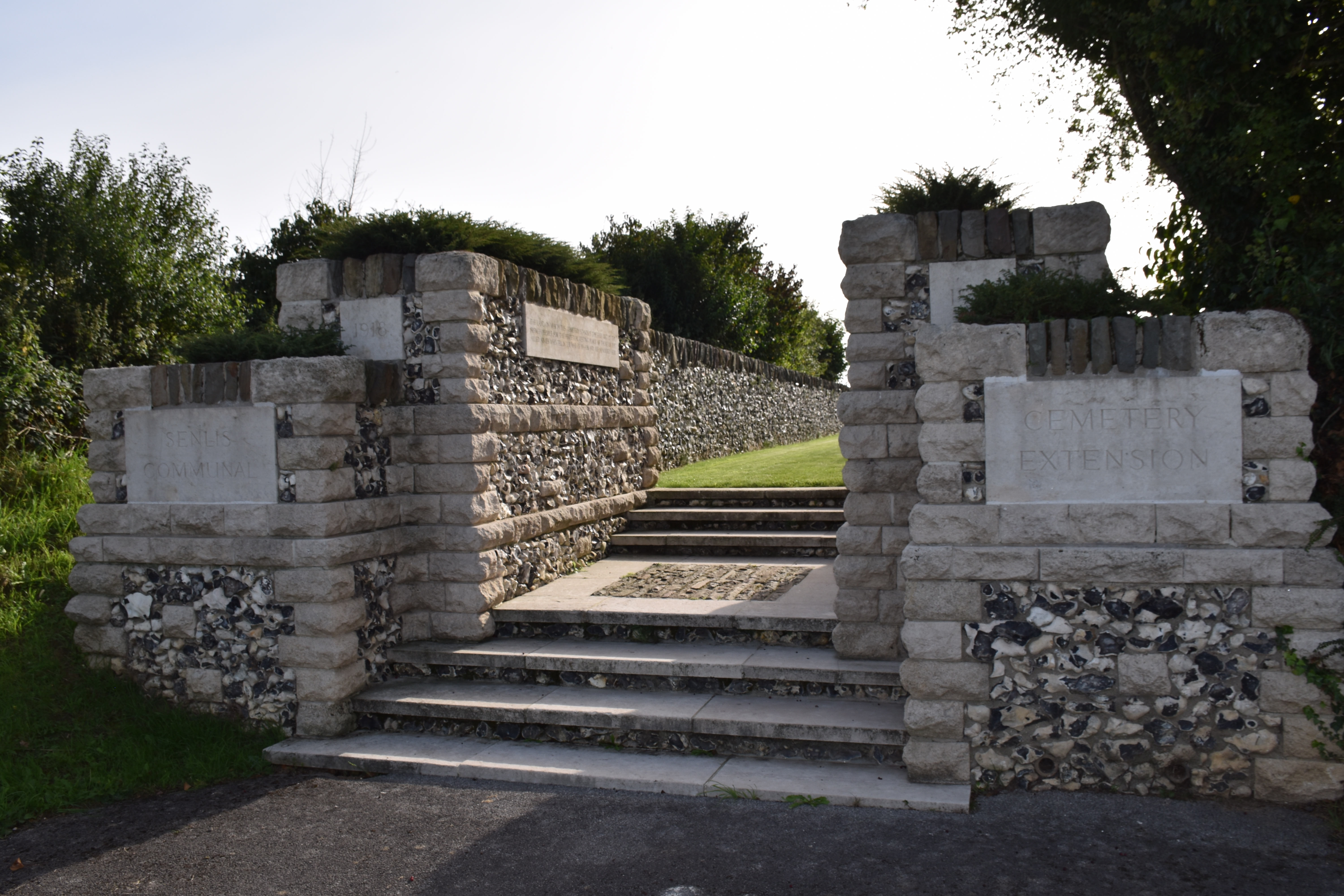
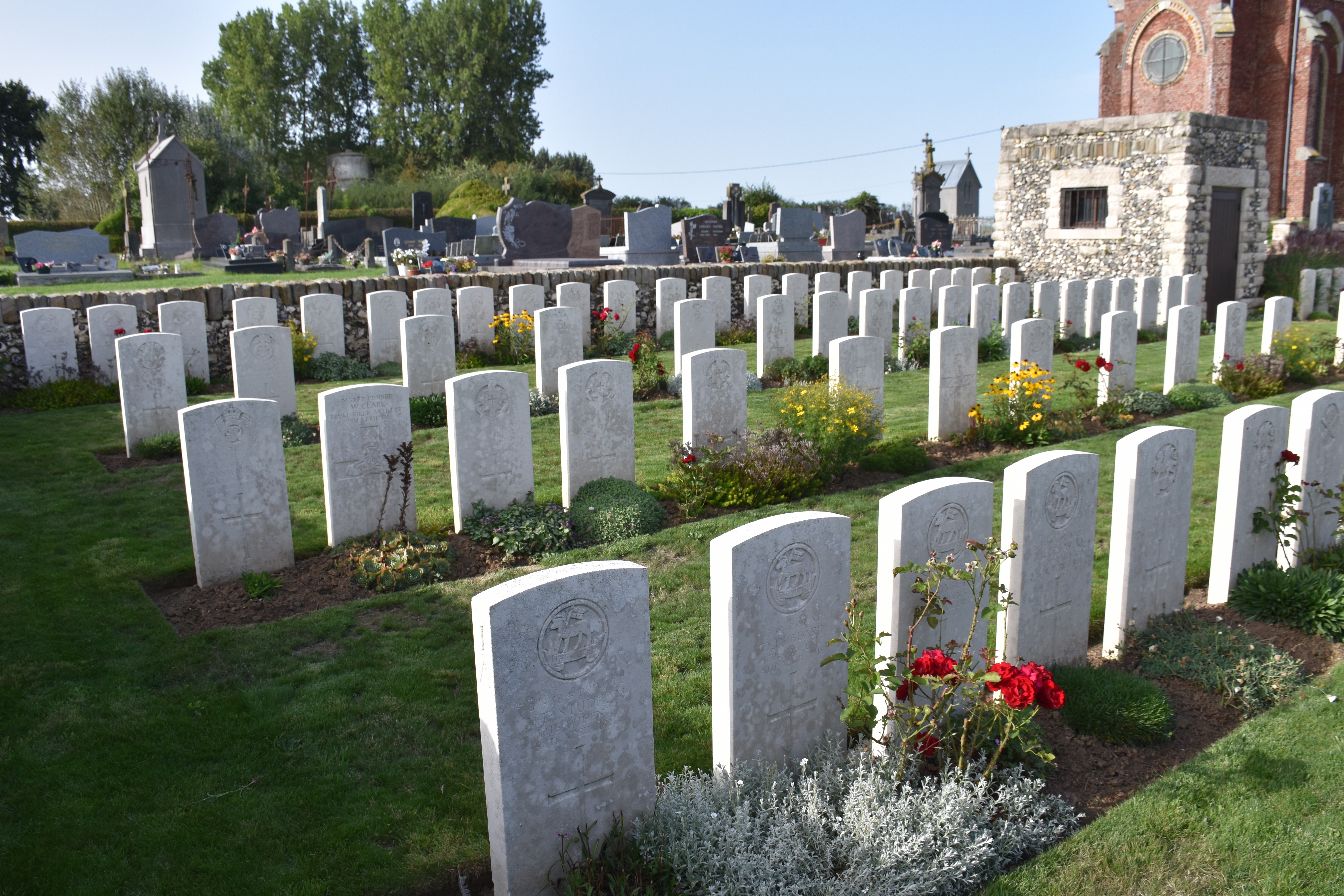
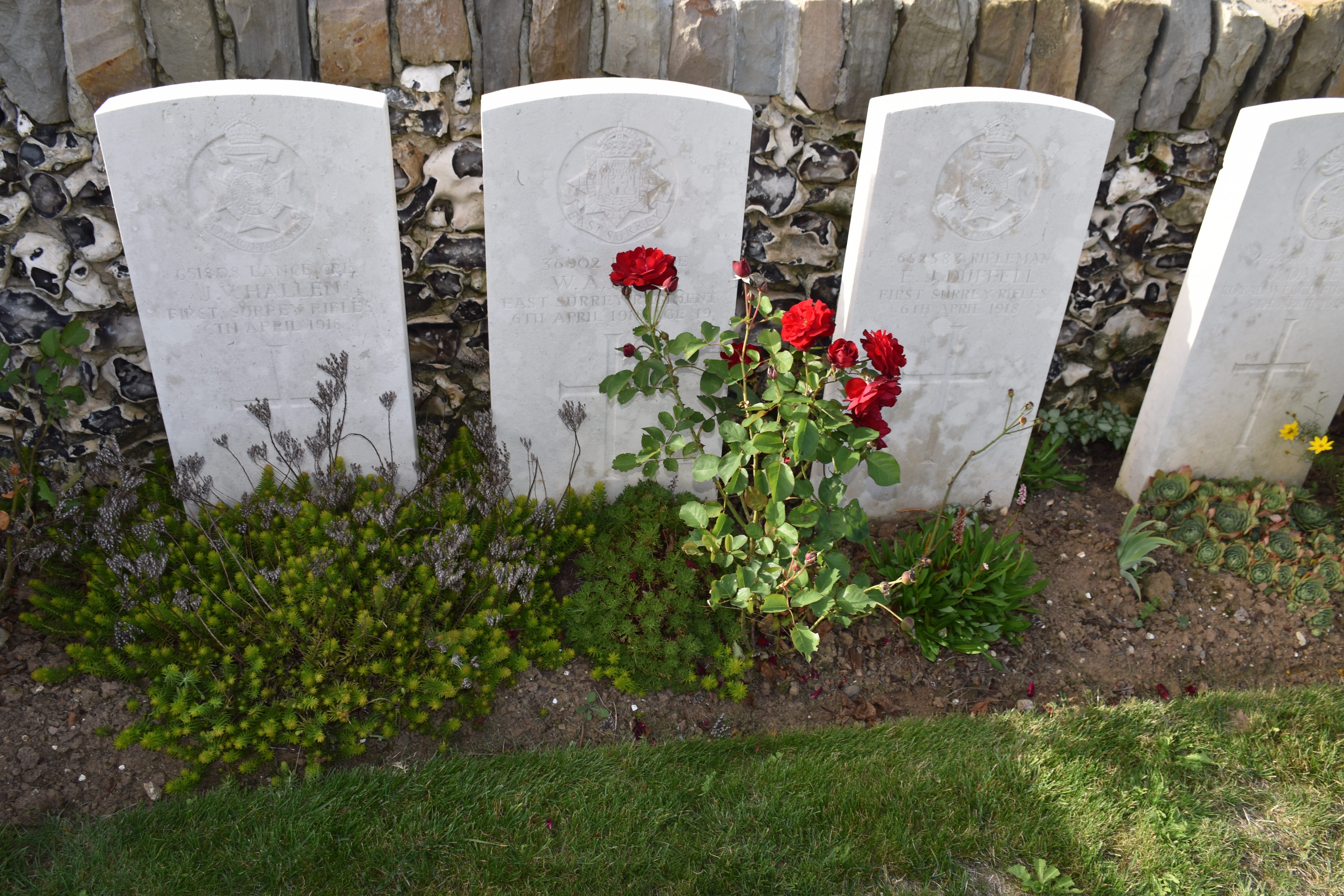
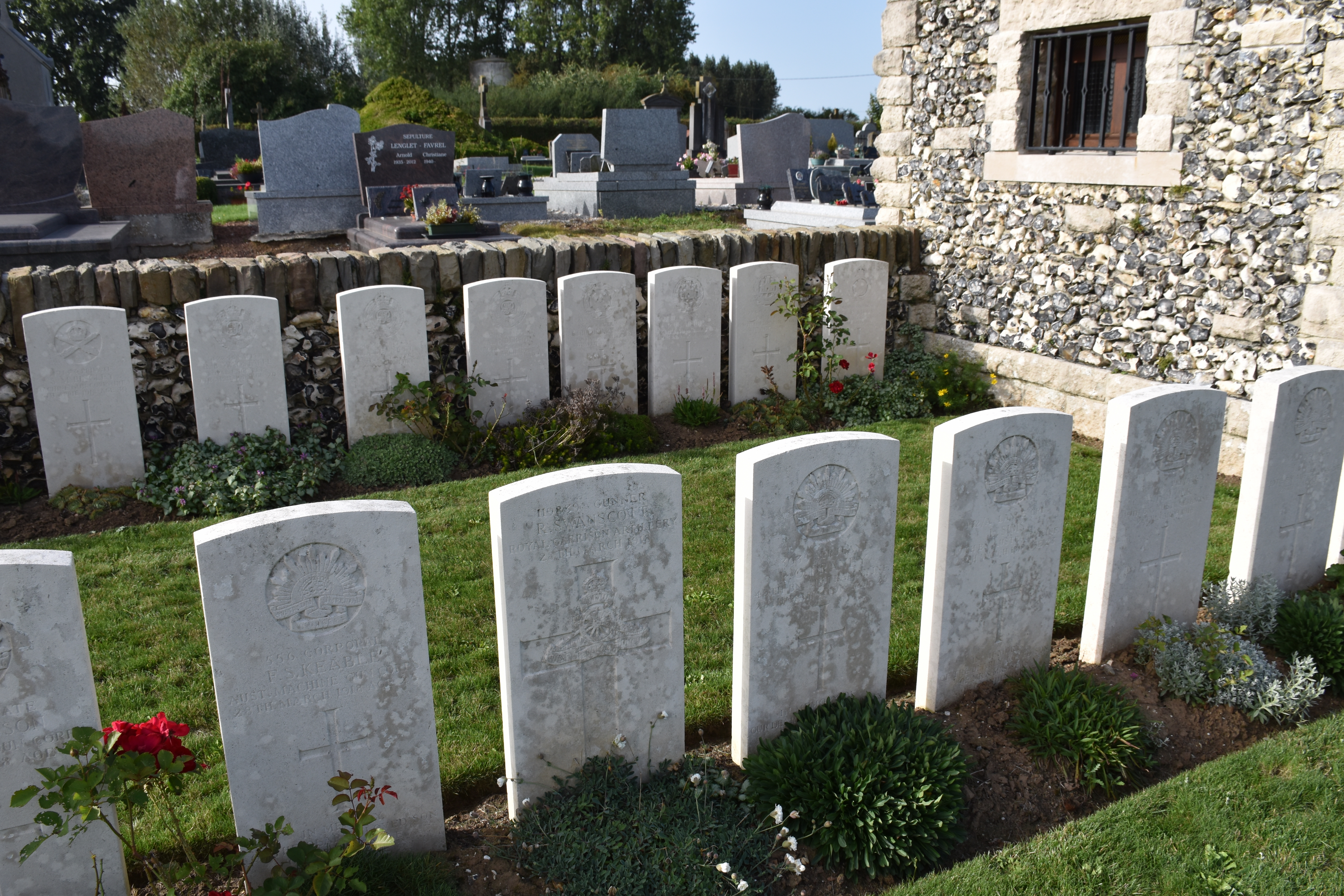
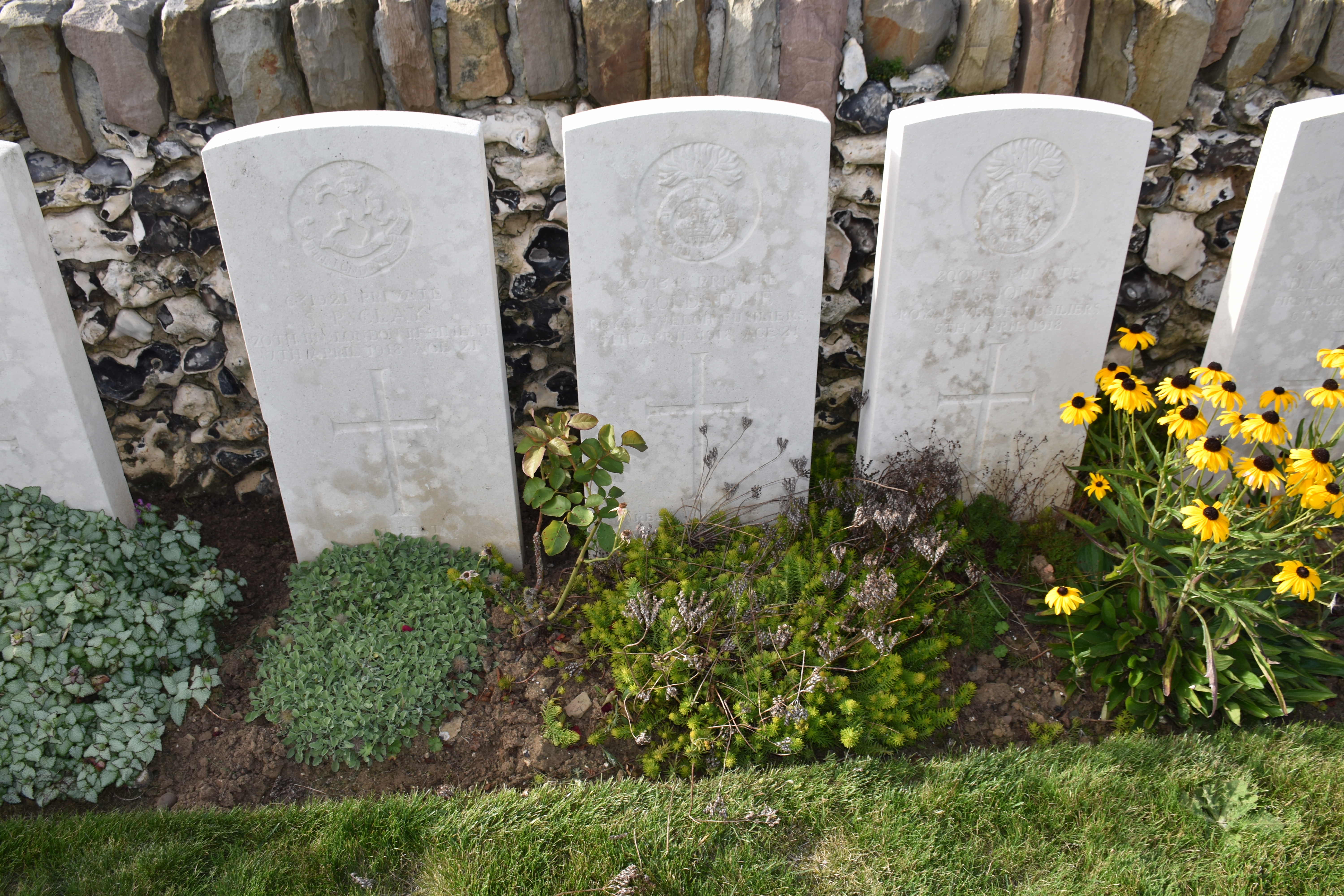
Tombes de soldats décédés le 5 avril 1918.